# Departamentul Haute-Banio
Departamentul Haute-Banio este un departament din provincia Nyanga  din Gabon. Reședința sa este orașul Minvoul.